# 楊孟洪
楊孟洪（15世紀—1534年），字裕卿，福建泉州府晉江縣人，明朝政治人物。

## 生平
楊孟洪年輕在府學跟隨蔡清學習，曾得對方稱讚其言辭和論事才幹能為政事，正德二年（1507年）赴鄉試曾出資下葬在路途去世的士子，同年福建鄉試中舉人，次年（1508年）中會試副榜，授寧州學正，學生都信服他，到十一年（1516年）入京擔任國子監學錄，轉助教，不足一年就請求辭官服侍有足疾的父親；四年後父親去世，服闋後再任國子監助教，嘉靖七年（1528年）補任德府右長史，德王朱祐榕經常聽取其說話改正府事，十二年（1533年）轉左長史時已經六十歲，經再三請求，德王才同意他辭官回鄉，晚年在楓山興建別墅，到嘉靖十三年（1534年）去世。

## 引用
1. 1 2  《閩中理學淵源考·卷五十九》：楊孟洪，字裕卿，晉江人，少補郡庠弟子員，事虛齋蔡先生講易得其微旨，以易經領正德丁卯鄉薦，明年戊辰會試春官入乙榜，授江西寧州學正，推所聞於師者以授其人，無不信服；丙子召為國子助教，甫一年以懶菴足疾乞歸，侍四年而懶菴歿，服闋復為國子。又六年戊子春，由國子奏補德府右長史，王常聽用其言，府事多所厘正。癸巳轉左長史，時年六十餘矣。屢求歸，王輒留之，至於再三，王度其終不可留，乃聽。始，虛齋門下士無慮百十人，顧常愛孟洪言辭容止及論事之長，謂其他日必能為政。其後所至，皆以溫恭詳欵為人所愛重。事有難處者，為之剖畫，咸中肯綮，無拂於理而後行。故終其身，於事鮮有敗失。尤仗義，能濟人急。丁卯赴秋試，漳士有道死而無殯資者，時且鬱熱，人無敢視，孟洪親為之殯，以已資助而遣之。其在分寧，寧庶人方起獄，擠鄭山齋以南昌教授，王某亦莆人也，並擠之，禁絕所與往來，孟洪常使人問視其家，人以是稱孟洪為長者。晚作別墅於楓山，蓋有終焉之志。嘉靖甲午年卒。
2. ↑  道光《晉江縣志·卷四十二·人物志》：楊孟洪，字裕卿。正德丁卯鄉薦，授寧州學正。推虛齋師傳以教，人無不信服。擢國子監助教，乞歸。起補原官，升德府右長史。王聽用之，轉左長史。固辭歸家。